# Vinaròs
Vinaròs és un municipi del País Valencià, capital de la comarca del Baix Maestrat. És el municipi valencià més septentrional per la costa i limita directament amb Catalunya.

## Situació i comunicacions
Vinaròs es troba a la costa mediterrània, al sud de la desembocadura del riu Sénia, al bell mig de la Plana de Vinaròs. És el municipi costaner més septentrional del País Valencià i es troba a mig camí entre València i Tarragona, creuat per la carretera N-340 i l'autopista AP-7. A més, és la fi de la carretera N-232 que va per Saragossa-Alcanyís-Morella-Vinaròs. La localitat també disposa d'una estació de tren a la línia del Corredor Mediterrani (Barcelona - València). Se situa enfront de les Illes Balears.

### Límits
| Sant Rafel del Riu | Alcanar   |                 |
| Sant Jordi         |           | Mar Mediterrani |
| Càlig              | Benicarló |                 |

## Història

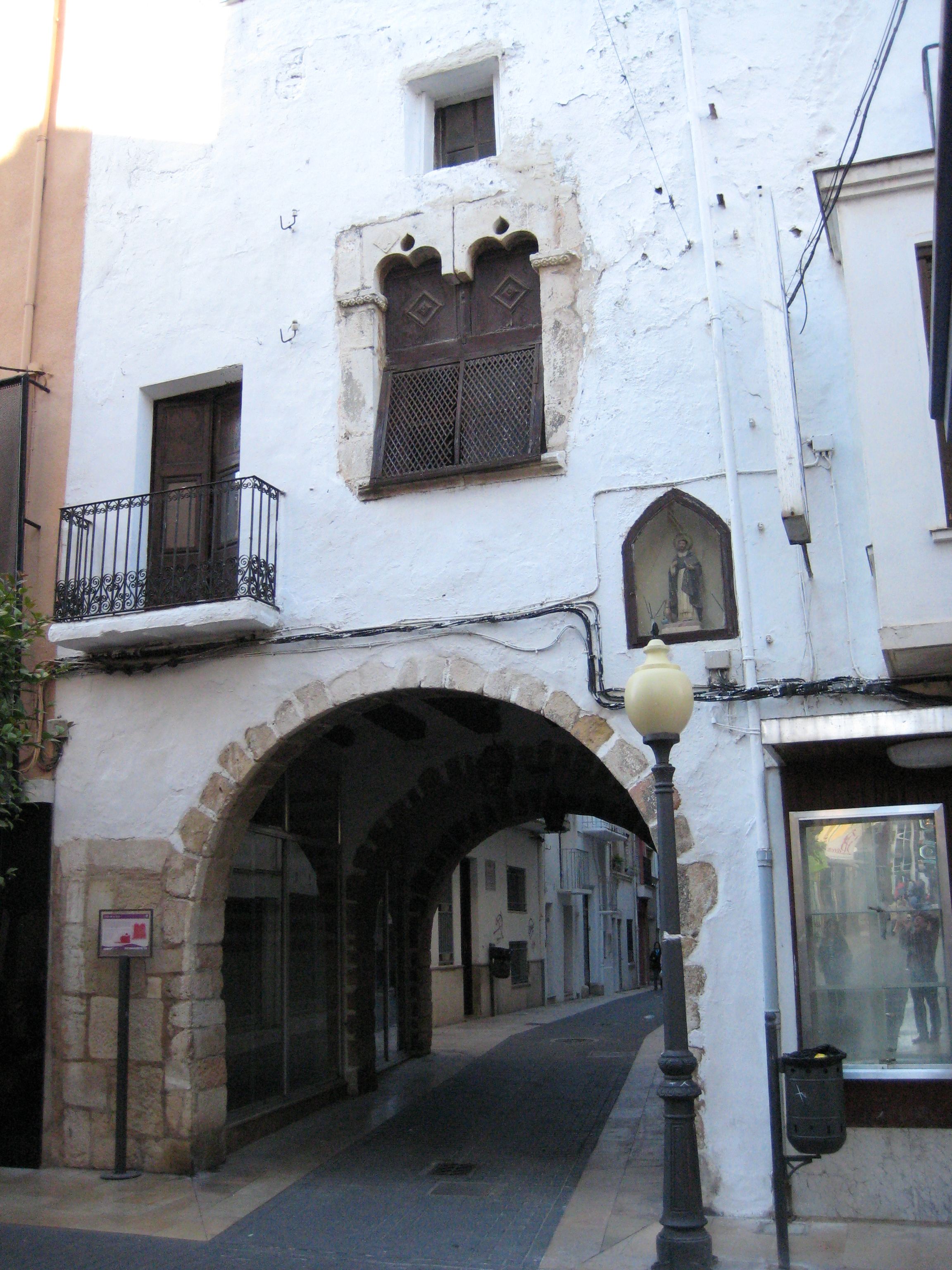
Antiga Casa de la Vila al carrer Major

Els orígens del municipi són incerts. Un poblat ibèric va habitar el Puig, on troben els vestigis més antics, però no està demostrada la continuïtat de la població en la localitat actual.
L'origen de Vinaròs és una petita alqueria àrab (Beni Alaròs) que esdevingué cristiana a la conquesta del rei Jaume I (Binalaròs). A l'edat mitjana depenia del castell de Peníscola, com la veïna Benicarló, fins que es va independitzar i va iniciar un creixement amb el qual ha esdevingut la principal capital del nord del País Valencià. De fet, té un partit judicial que comprèn les comarques dels Ports de Morella, l'Alt i el Baix Maestrat.

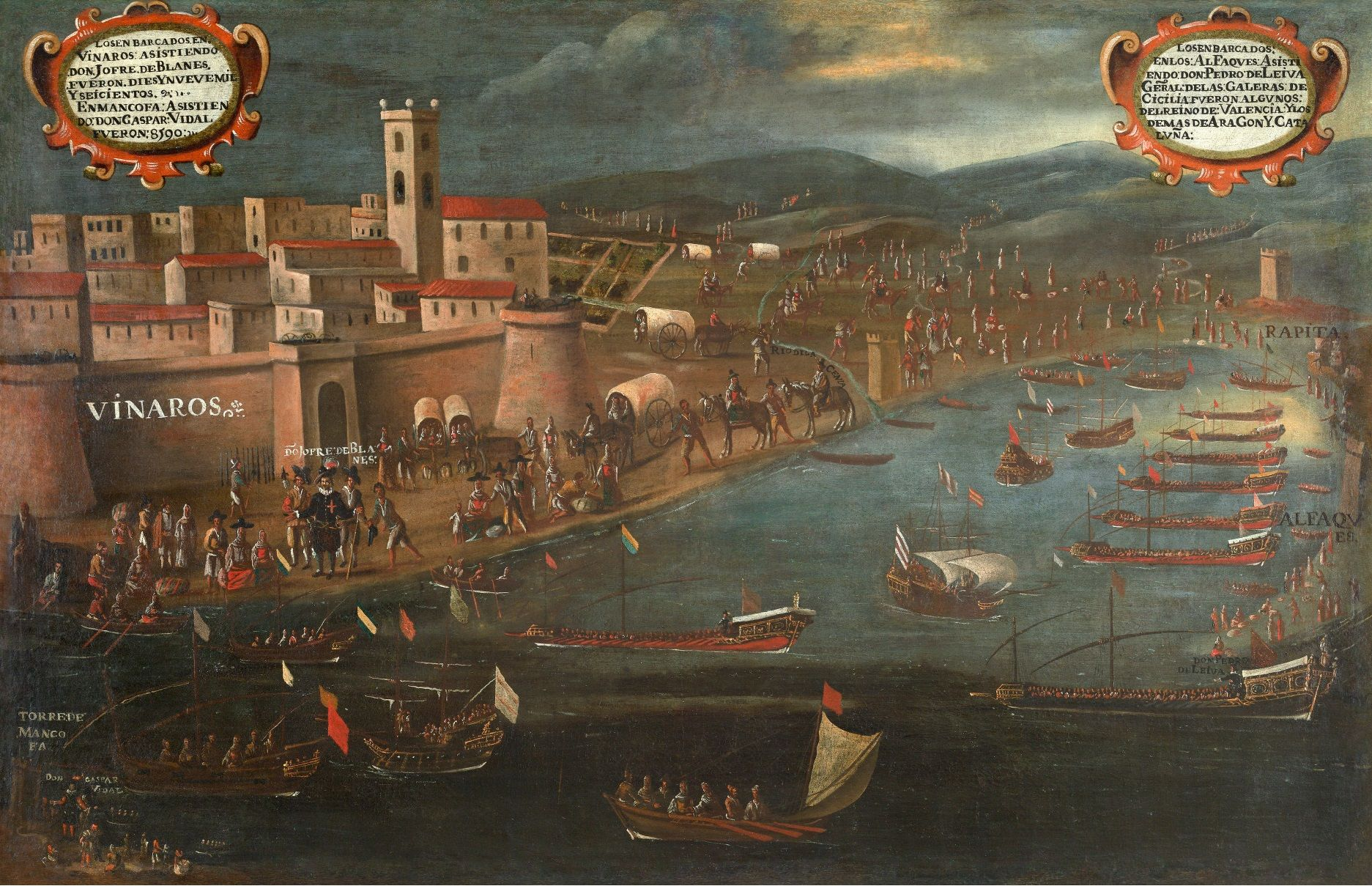
Expulsió dels moriscos a la platja de Vinaròs

Vinaròs va patir durant segles atacs de pirates moriscs, i per això, com en tota la costa valenciana, disposa de torres de guaita o talaies que complien la funció d'avisar la població en cas de perill. N'és un bon exemple la denominada popularment "torreta dels moros", que actualment es troba en ruïnes. Durant la Guerra dels Nou Anys, la ciutat fou amenaçada per l'estol de Jean II d'Estrées.
Al segle xix, disposava d'una milícia local per a defendre la ciutat i es va construir una muralla que l'envoltava. Amb el suport que es va prestar durant les guerres carlines, Isabel II va atorgar a Vinaròs, l'any 1862, el títol de "Muy Noble y Leal Villa". L'any 1881 va rebre del monarca Alfons XII el títol de ciutat.
El 15 d'abril de 1938, durant la Guerra Civil espanyola, Vinaròs va ser el primer poble de la costa mediterrània ocupat per l'exèrcit franquista després de la derrota republicana a la batalla de Terol. Per això, el seu paper va resultar fonamental, ja que a partir d'aquell moment la zona republicana es va dividir en dos: una formada per la zona centre, bona part de la Manxa, Andalusia oriental i Llevant, i una altra formada per la pràctica totalitat de Catalunya, excepte la conca del Segre (la franja més occidental de Lleida).

## Economia

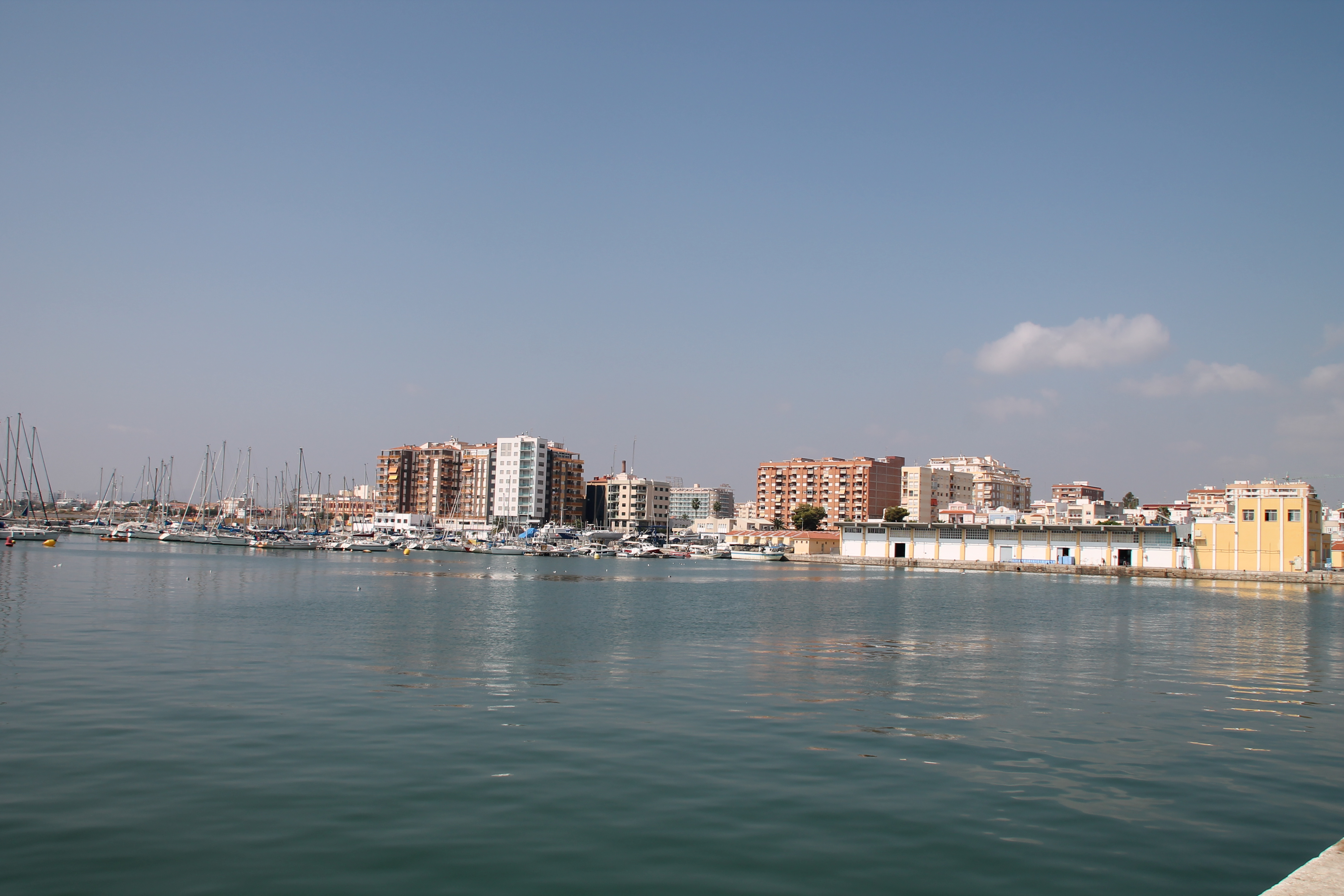
Vista parcial del Port de Vinaròs

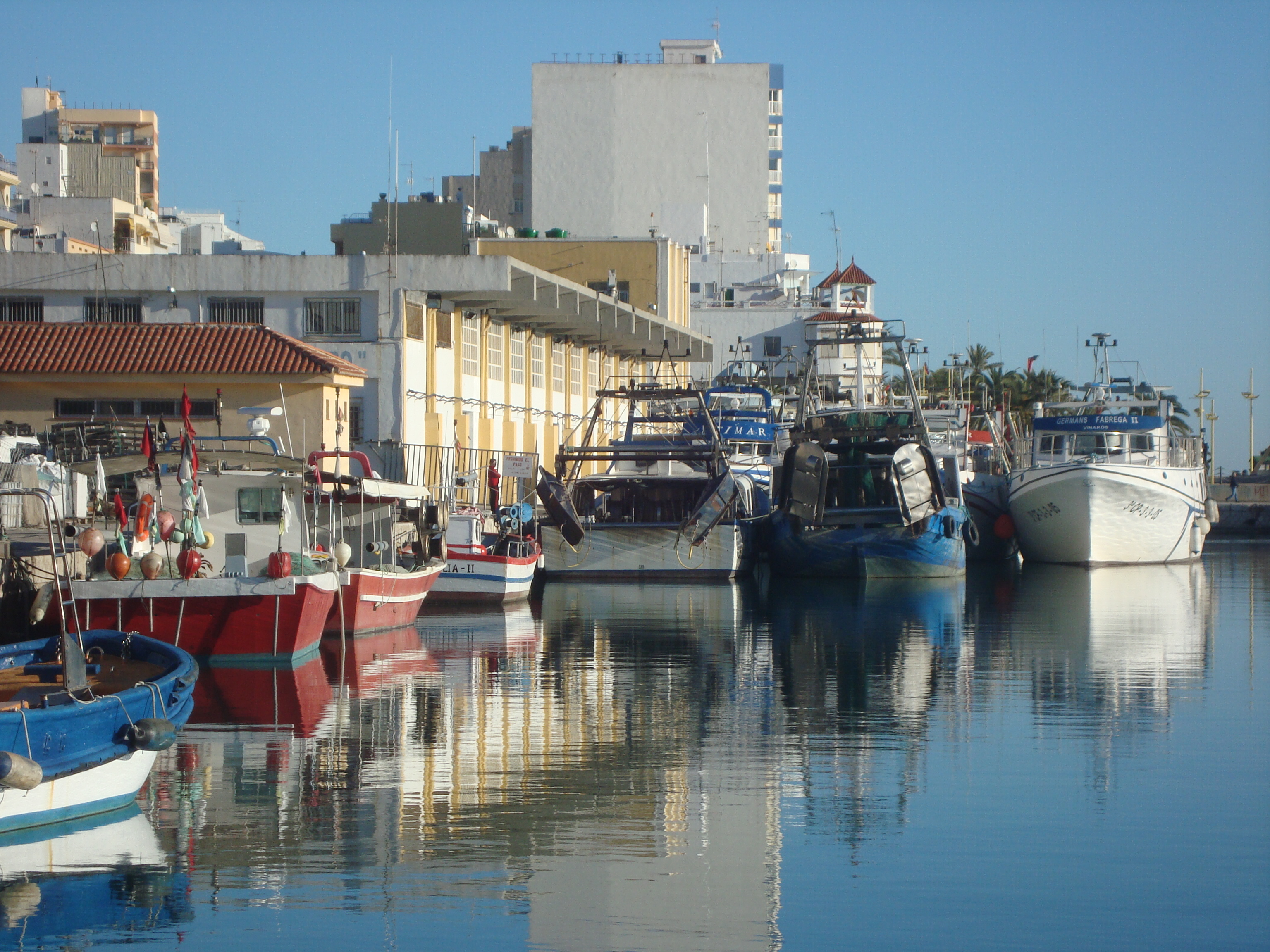
Port pesquer de Vinaròs

Té un port de pescadors important i comptava amb una indústria del moble destacable. L'agricultura es basa en els cítrics de regadiu (especialment, els tarongers) i les oliveres de secà. Recentment, el turisme s'ha convertit en un dels eixos de l'economia de Vinaròs. Tot i això, la indústria està tornant a guanyar protagonisme amb la remodelació i adequació d'una zona del port de Vinaròs per a l'ús industrial.

### Serveis
Actualment disposa d'un hospital comarcal, un centre de salut, cinc col·legis públics d'educació primària, dos instituts d'educació secundària, una delegació d'hisenda, Biblioteca Municipal, una caserna de la Guàrdia Civil, Policia Local, jutjats comarcals, Escola Oficial d'Idiomes i el Centre del Coneixement VINALAB.

## Demografia
| Evolució demogràfica (des de 1877) Censos de població | Evolució demogràfica (des de 1877) Censos de població | Evolució demogràfica (des de 1877) Censos de població |
| ----------------------------------------------------- | ----------------------------------------------------- | ----------------------------------------------------- |
|                                                       |                                                       |                                                       |
|                                                       |                                                       |                                                       |
|                                                       | Font: Institut Nacional d'Estadística                 |                                                       |

| Població | 22.552 | 23.142 | 23.807 | 24.507 | 24.467 | 25.232 | 26.251 | 26.977 | 27.912 | 28.273 | 28.291 | 28.508 | 28.615 | 28.829 | 28.337 |

## Política i govern

### Composició de la Corporació Municipal
El Ple de l'Ajuntament està format per 21 regidors. En les eleccions municipals de 26 de maig de 2019 foren elegits 7 regidors del Partit Socialista del País Valencià (PSPV-PSOE), 6 del Partit Popular (PP), 3 del Partit de Vinaròs Independent (PVI), 3 de Totes i Tots som Vinaròs (TSV), 1 de Compromís per Vinaròs (Compromís) i 1 de Ciutadans - Partit de la Ciutadania (Cs).
| Eleccions municipals de 26 de maig de 2019 - Vinaròs                                                                                              |                                          |                                     |                                     |         |          |          |
| Candidatura | Candidatura                              | Candidatura                         | Cap de llista                       | Vots    | Vots     | Regidors |
| | Partit Socialista del País Valencià-PSOE |                                     | Guillem Alsina Gilabert             | 3.624   | 29,92%   | 7 (+3)   |
| | Partit Popular                           |                                     | Juan Amat Sese                      | 3.092   | 25,53%   | 6 (-2)   |
| | Partit de Vinaròs Independent            |                                     | María Dolores Miralles Mir          | 1.892   | 15,62%   | 3 (+2)   |
| | Totes i Tots Som Vinaròs                 |                                     | Ana María Fibla Pauner              | 1.636   | 13,51%   | 3 (-2)   |
| | Compromís per Vinaròs                    |                                     | Jordi Moliner Calventos             | 693     | 5,72%    | 1 (-1)   |
| | Ciutadans - Partit de la Ciutadania      |                                     | Manuel Herrera Bujeiro              | 634     | 5,23%    | 1 (+1)   |
| | Altres candidatures                      |                                     |                                     | 417     | 6,39%    | 0 ( -1)  |
| | Vots en blanc                            |                                     |                                     | 123     | 1,02%    |          |
| Total vots vàlids i regidors | Total vots vàlids i regidors             | Total vots vàlids i regidors        | Total vots vàlids i regidors        | 12.111  | 100 %    | 21       |
| | Vots nuls                                | Vots nuls                           | Vots nuls                           | 95      | 0,78%    |          |
| Participació (vots vàlids més nuls) | Participació (vots vàlids més nuls)      | Participació (vots vàlids més nuls) | Participació (vots vàlids més nuls) | 12.206  | 61,98%** |          |
| Abstenció | Abstenció                                | Abstenció                           | Abstenció                           | 7.487*  | 38,02%** |          |
| Total cens electoral | Total cens electoral                     | Total cens electoral                | Total cens electoral                | 19.691* | 100 %**  |          |
| Alcalde: Guillem Alsina Gilabert (PSPV) (15/06/2019) Per majoria absoluta dels vots dels regidors (11 vots: 7 de PSPV, 3 de TSV i 1 de Compromís) |                                          |                                     |                                     |         |          |          |
| Fonts: JEC, JEZ Vinaròs, M. Interior, Periòdic Ara. (* No són vots sinó electors. ** Percentatge respecte del cens electoral.)                    |                                          |                                     |                                     |         |          |          |

### Alcaldes
Des de 2023 l'alcaldessa de Vinaròs és Maria Dolores Miralles Mir de PVI.
| Període                       | Alcalde o alcaldessa                               | Partit polític | Data de possessió     | Observacions                   |
| ----------------------------- | -------------------------------------------------- | -------------- | --------------------- | ------------------------------ |
| 1979–1983                     | Ramón Bofill Salomó                                | PSPV-PSOE      | 19/04/1979            | --                             |
| 1983–1987                     | Ramón Bofill Salomó                                | PSPV-PSOE      | 28/05/1983            | --                             |
| 1987–1991                     | Ramón Bofill Salomó                                | PSPV-PSOE      | 30/06/1987            | --                             |
| 1991–1995                     | Ramón Bofill Salomó                                | PSPV-PSOE      | 15/06/1991            | --                             |
| 1995–1999                     | Jacinto Moliner Meseguer Ramón Bofill Salomó       | PP PSPV-PSOE   | 17/06/1995 08/05/1998 | Moció de censura PSOE+EU-EV -- |
| 1999–2003                     | Jacinto Moliner Meseguer                           | PP             | 03/07/1999            | --                             |
| 2003–2007                     | Javier Balada Ortega                               | PVI            | 14/06/2003            | --                             |
| 2007–2011                     | Jordi Romeu Llorach                                | PSPV-PSOE      | 16/06/2007            | --                             |
| 2011–2015                     | Juan Bautista Juan Roig                            | PP             | 11/06/2011            | --                             |
| 2015–2019                     | Enric Pla Vall                                     | TSV            | 13/06/2015            | --                             |
| 2019-2023                     | Guillem Alsina Gilabert                            | PSPV-PSOE      | 15/06/2019            | --                             |
| Des de 2023                   | Guillem Alsina Gilabert Maria Dolores Miralles Mir | PSPV-PSOE PVI  | 17/06/2023 29/12/2023 | Moció de censura PP+PVI+VOX    |
| Fonts: Generalitat Valenciana |                                                    |                |                       |                                |

## Monuments

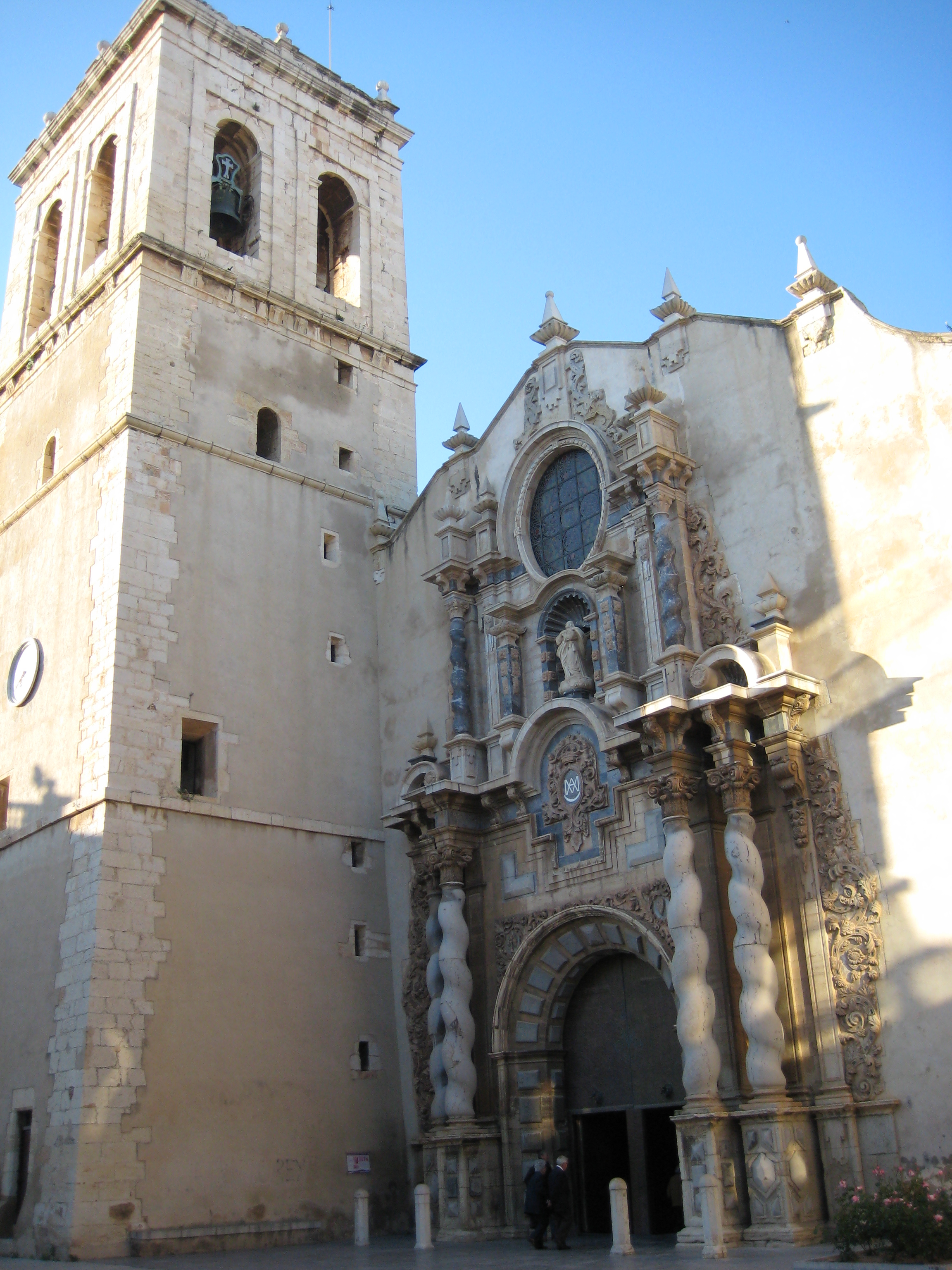
Església de la Mare de Déu de l'Assumpció

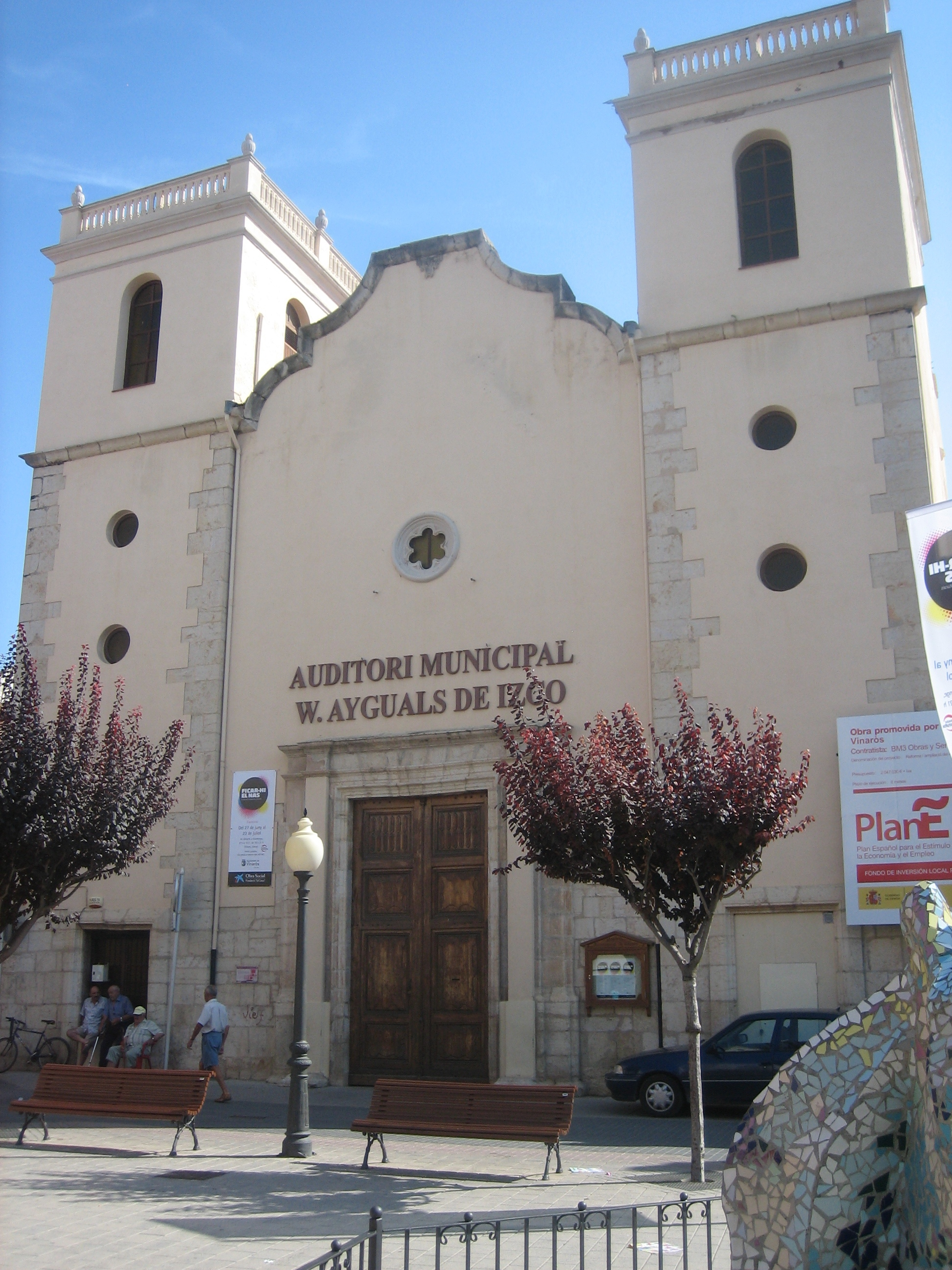
Església de Sant Agustí

### Monuments religiosos
- Arxiprestal de l'Assumpció. És l'església principal del poble; un temple-fortalesa renaixentista del (segle xvi) amb una bella portada barroca.
- Església de Sant Agustí. Formà part de l'antic convent dels pares agustins i actualment està transformada en auditori municipal.
- Ermita de la Mare de Déu de la Misericòrdia i de Sant Sebastià. Acull els patrons de la ciutat. És una construcció antiga, pintada tota de blanc, dalt del Puig de la Misericòrdia, turó petit des del qual es veu una ampla vista de l'entorn. És una construcció típica del segle xvi, amb els seus contraforts en talús, va ser ampliada posteriorment començat el segle xviii.
- Ermita de Sant Gregori, situada al costat del cementeri municipal. És un típic exemple del barroc valencià.
- Església de la Magdalena.

### Monuments civils
- Restes del Poblat ibèric del Puig de la Misericòrdia (segles VII i I aC). Situades a l'entorn de l'Ermita de la Mare de Déu de la Misericòrdia i de Sant Sebastià.
- Edifici ibèric del Perengil construït a la fi del segle iii aC.
- Ajuntament (segle XVII).
- Antiga Casa de la Vila (segle xv).
- Mercat Municipal (segle xx). La construcció del qual s'inicià el 1928, en els terrenys que ocupava un antic convent agustí. Està situat a la plaça de Sant Agustí, al centre de la ciutat.
- Plaça de Bous. És la plaça de bous construïda més prop de la mar, inaugurada en 1891. Plaça de Bous de Vinaròs

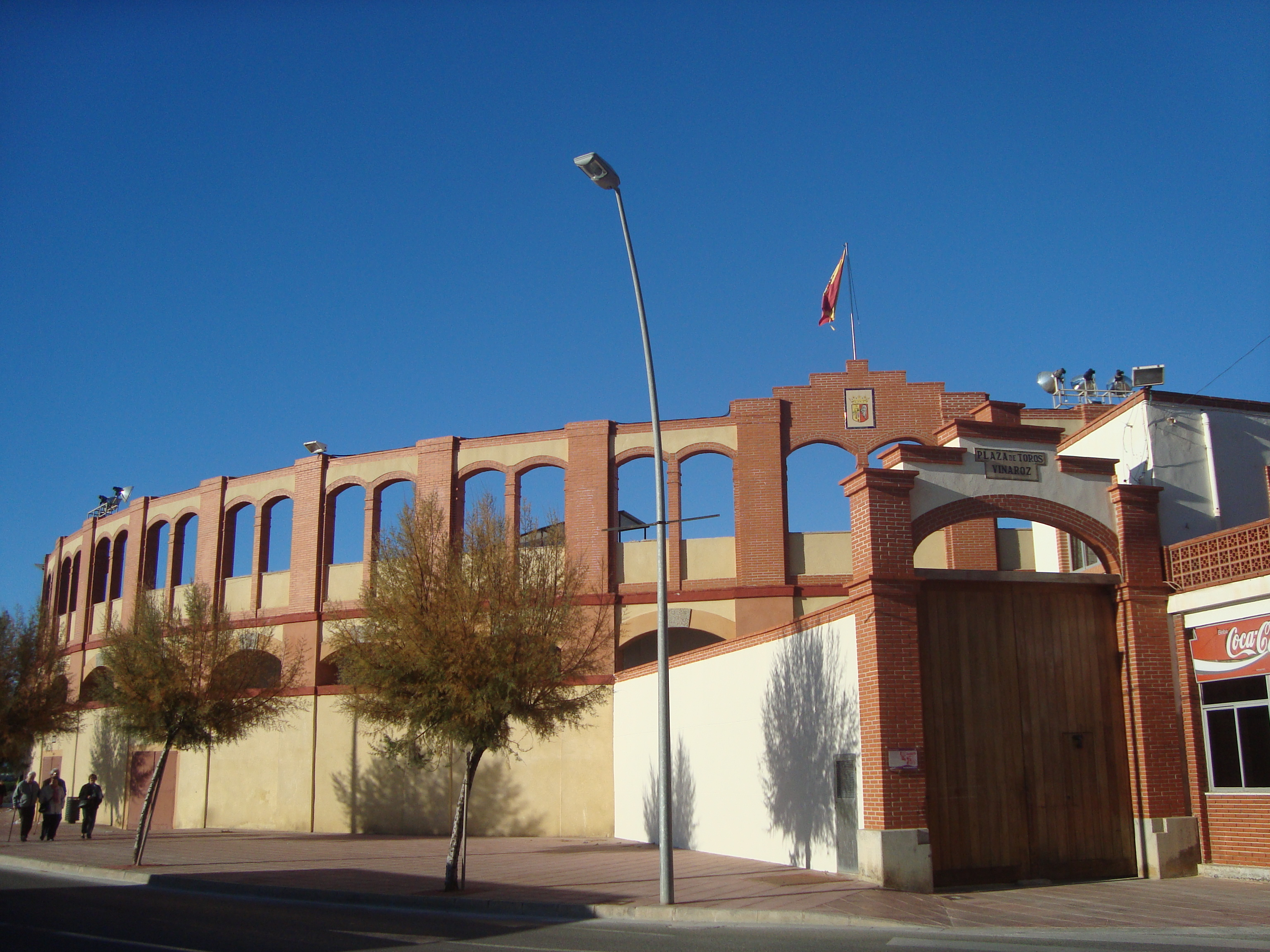
Plaça de Bous de Vinaròs

- Monument a Costa i Borràs. Se situa al passeig marítim, a la part final del carrer que duu el seu nom.Natzaré, Vinaròs

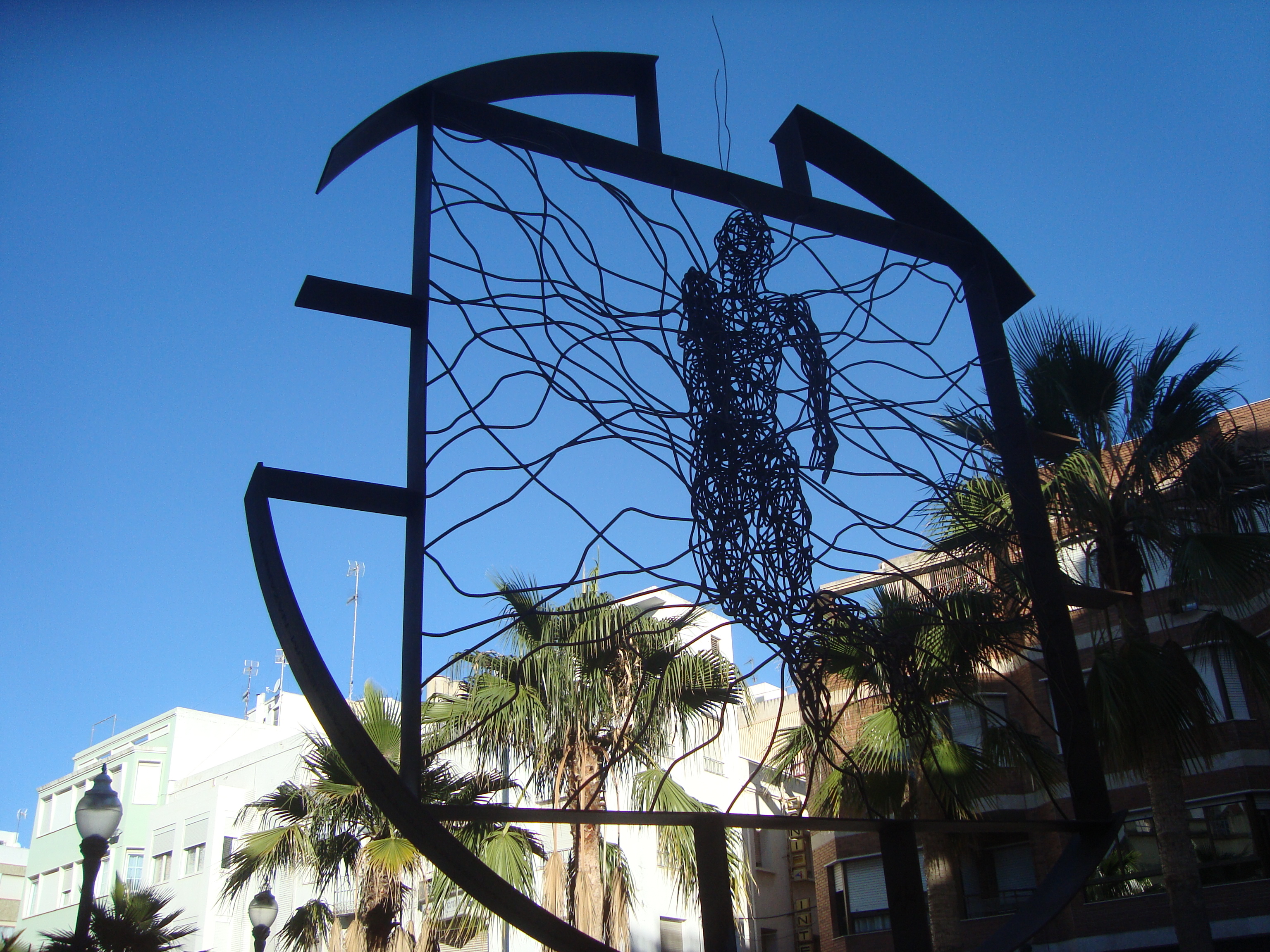
Natzaré, Vinaròs

- Casa Membrillera. Museu de la ciutat on hi han exposades eines, maquetes i quadros relacionats amb la pesca i un xicotet espai dedicat als vinarossencs que van patir als camps de concentració de Mauthausen-Gusen (Àustria).
- Antic Col·legi Sant Sebastià. És l'actual seu de l'escola de música i de l'Escola de Persones Adultes (EPA).

## Llocs d'interés
- La muntanya del Puig, una petita elevació situada a 6 km de la ciutat i a 160 m d'altitud, on es troba el Santuari de Nostra Senyora de la Misericòrdia. Allí s'inicia un sender local que travessa un paratge de vegetació i agricultura típicament mediterrània, i permet visitar un mirador de 360° i les restes d'un poblat iber.
- Paratges naturals del Jardí de Sòl de Riu (a l'extrem nord) i Ruta del Barranc d'Aigua Oliva (a l'extrem sud). Ambdós disposen d'una sender que els travessa, així com punts d'interpretació.
- Platja del Fortí i Platja de Fora Forat, situades al llarg del passeig marítim.
- Cales situades a la zona nord i zona sud.
- El port de Vinaròs, on es troben la Llonja del peix i el far.
- Casa d'Àngel Giner.
- Paratge costaner de les cales de roquissar de la costa sud vinarossenca, caracteritzada per una urbanització de menor densitat que la de la costa nord. Disposa de plataformes de fusta sobre les roques per a l'ús urbà, així com d'un passeig d'1 km totalment integrat amb l'entorn.

## Cultura i Esports
Actualment Vinaròs oferix un gran ventall d'activitats culturals i esportives potenciades per associacions culturals i esportives locals.
En l'àmbit cultural destaquen: l'escola de música "L'Aliança", l'escola de música ESMUVI, la Coral García Julbe, la Coral Juvenil Sant Sebastià (fundada l'any 1984), així com l'Aula de Teatre de Vinaròs (fundada l'any 2008), el grup folklòric local "Les Camaraes", el ball de dimonis de Vinaròs, la Colla de dolçaina i tabal, la muixeranga de Vinaròs o L'Escola Oficial d'Idiomes de Vinaròs (aulari depenent de l'EOI de Castelló).
En l'àmbit esportiu destaquen: el Club Natació Vinaròs, el Club de Futbol Vinaròs, el Club de Bàsquet Vinaròs, el Club Esportiu Vinaròs d'atletisme, el Club d'Handball Vinaròs, el Club Ironmans Vinaròs de futbol americà, el Club de Patinatge Artístic Vinaròs, el Club de Tenis Vinaròs, o el Club de Pesca "La Lubina" i el Club Hípic Ecuvin. L'esport en què més destaca Vinaròs és en la natació i el seu Club Natació Vinaròs, que al desembre de 2010 van ascendir a primera divisió, després d'un descens l'any anterior quan havien estat set anys seguits en primera categoria.
Entre les instal·lacions culturals disponibles a Vinaròs destaquen l'auditori Ayguals D'Izco que s'utilitza tant per a concerts o representacions teatrals com per a exposicions pictòriques i artístiques, i que està situat a la plaça del mercat; la sala d'exposicions de la Fundació Caixa Vinaròs; la Casa Membrillera com a futura seu de la Fundació Caixa Vinaròs; la Biblioteca Municipal, situada entre el carrer del Pilar i la plaça Hort dels Escribano; o el Casal Jove, situat al carrer Carreró.
D'instal·lacions esportives cal destacar les següents: la pista d'atletisme vora el polígon industrial de "Les Capsades", la piscina "Servol", el camp de futbol, el parc de patí de rodes i el pavelló poliesportiu situats al llarg del riu Cervol, així com la pista polivalent de l'avinguda de l'Atlàntic o el parc sènior situat al P.A. I de l'antiga fàbrica Foret. Com a futures instal·lacions, cal destacar la construcció d'una ciutat esportiva dalt de l'estació de ferrocarril en què se situaran els tres camps de futbol 7 amb gespa artificial, el nou camp de futbol, la nova piscina municipal i el nou pavelló poliesportiu. També cal destacar les zones acotades per a la pràctica del bàsquet a l'aire lliure al parc de l'avinguda del Mediterrani i plaça de Les Corts Valencianes.

## Costums i festes

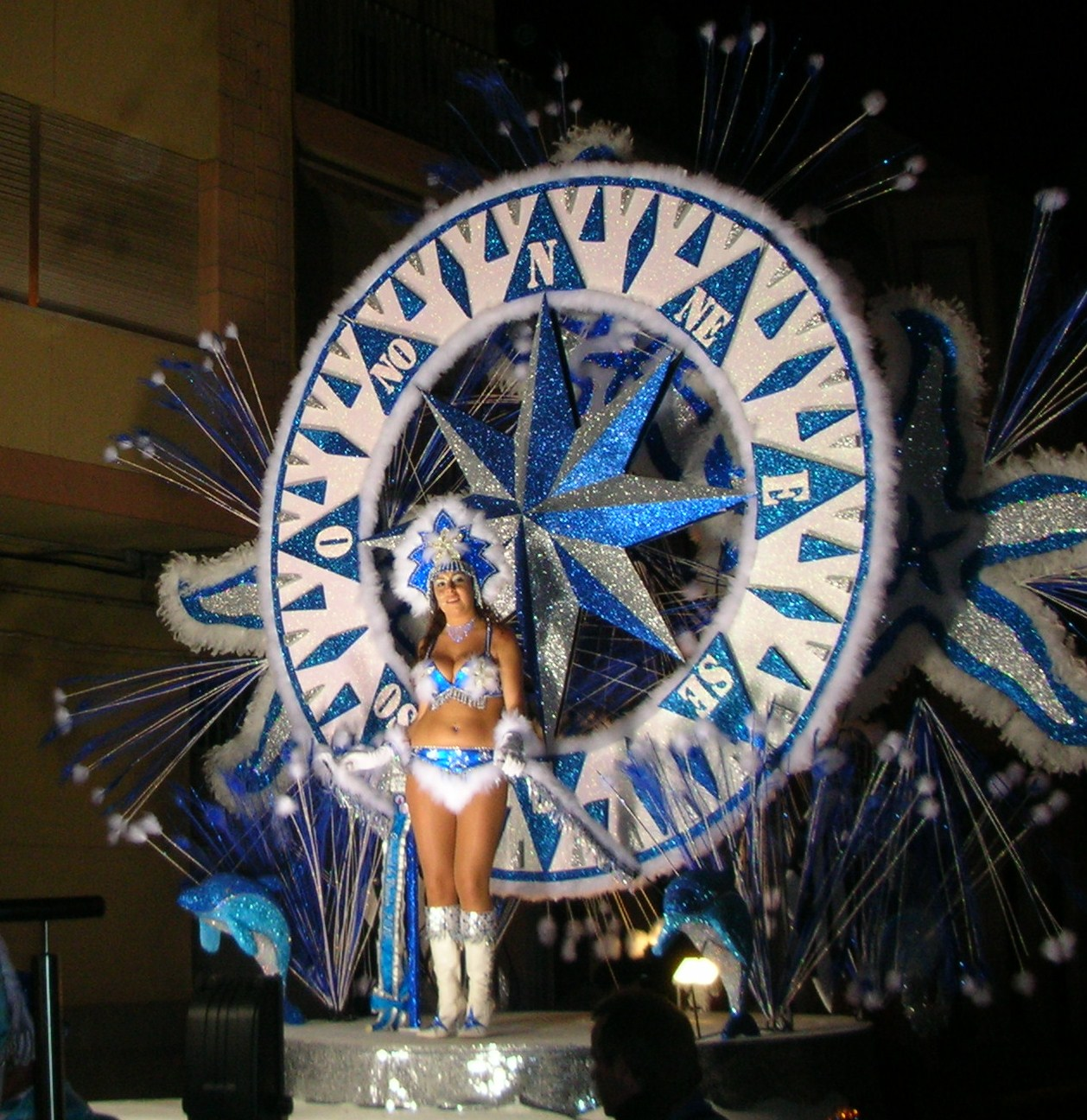
Desfilada del Carnaval 2010

Vinaròs és un poble molt fester. Durant tot l'any s'hi celebren una gran quantitat de festes:
A Sant Antoni es fan fogueres per tot el poble i es puja a l'ermita. El Ball de Dimonis ha recuperat les fogueres a la platja del Fortí i, alhora, ha introduït elements de les festes dels Ports, d'arrel medieval, amb el correfoc de Sant Antoni i el dimoni i amb el ball de bastons i forques.
Sant Sebastià té una gran devoció popular i, el 20 de gener, una romeria acudix al puig de l'ermita i l'ompli de gom a gom. L'any 2010 se celebrà el quart centenari de l'arribada de la relíquia de Sant Sebastià amb una sèrie d'actes dirigits pel cèlebre veí i compositor Carles Santos. El 2013 el Ball de Dimonis recuperà la Dansa dels Dansants, documentada en el segle xviii, I ballada a l'ermita de Vinaròs.
El Carnaval de Vinaròs cada any és més gran i famós i és considerat "Festa d'Interés Turístic Autonòmic", encara que també està en tràmit la consideració de "Festa d'Interés Turístic Nacional". Cal destacar-ne l'arribada de Carnestoltes, la presentació de les reines, la nit del pijama, les desfilades del dissabte i el diumenge, l'enterro de la sardina i la cremà del Carnestoltes.
Per Setmana Santa se celebren les processons típiques que les diferents confraries realitzen per diversos carrers de la ciutat.
Al juny se celebren les Fira i Festes de Sant Joan i Sant Pere, en què es trien la Reina i les Dames locals que representen les entitats culturals i esportives de Vinaròs. Cal destacar les actuacions dels Nanos i Gegants, les revetlles, els concerts, el segici popular, el correfoc, actuacions amb dolçaina i tabal, el castell de focs, la traca, etc.
L'agost tenen lloc les Festes del Llagostí, amb un caire més turístic, ja que van destinades a la promoció de l'aliment i símbol local: el llagostí de Vinaròs (diferenciable fàcilment per la seua cua amb un toc morat). També en este mes se sol realitzar una representació del Carnaval de Vinaròs, amb la gala de les reines o bé amb una petita desfilada. Finalment als voltants del 29 de setembre l'Ajuntament celebra una sèrie d'actes culturals per a commemorar la Carta Pobla, és a dir, l'acta de naixement del poble de Vinaròs.

### Calendari amb les principals festes
- Gener: Sant Antoni (Dia 17) / Sant Sebastià (Dia 20)
- Gener/Febrer/Març: Carnaval de Vinaròs (29 de gener al 8 de febrer de 2016)
- Març/Abril: Setmana Santa i Pasqua de Resurrecció (18 al 27 de març de 2016)
- Juny: La Verge de la Misericòrdia / Fira i Festes de Sant Joan i Sant Pere
- Juliol: La Verge del Carme (Dia 16)
- Agost: Festes del Llagostí (Dia 8)
- Setembre-Octubre: Carta de Població de Vinaròs (29 de setembre)

## Persones il·lustres
Ordenats cronològicament per la data de naixement:
- Louis Joseph de Bourbon-Vendôme (París, 1654 - Vinaròs, 1712), mariscal dels exèrcits borbons en la Guerra de Successió Espanyola, va morir a Vinaròs, segons es diu, a causa d'una indigestió de llagostins i marisc.
- Vicent Guilló Barceló (Vinaròs, 1647 - València, 1698), pintor barroc.
- Eugeni Guilló Barceló (Vinaròs, 1666 - Castelló de la Plana, 1733), pintor barroc, germà de l'anterior.
- Raimundo Melchor Magi (Vinaròs, ? - 1803), religiós.[11]
- Baltasar Esteller i Ferran (Vinaròs, 1755 - 1819), polític, diputat de les Corts de Cadis i un dels signants de la Constitució Espanyola de 1812.
- Wenceslao Ayguals de Izco (Vinaròs, 1801 - Madrid, 1875), escriptor i polític (l'auditori municipal de la ciutat porta el seu nom).
- Francesc d'Assís Argemí i Casamada (Badalona, 1822 - Vinaròs, 1887), compositor, mestre de capella i organista de l'Església Arxiprestal de 1862 a a1887.
- Pau Béjar Novella (Barcelona 1869 - Londres 1920), pintor català, residí a Vinaròs i hi és enterrat.
- José María Salaverría e Ipenza (Vinaròs, 1873 - Guipúscoa, 1940), escriptor.[12]
- Leopold Querol i Roso (Vinaròs, 1899 - Benicàssim, 1985), pianista i catedràtic del Reial Conservatori Superior de Música de Madrid.
- Maria Conesa (Vinaròs, 1892 - Mèxic, 1978); va triomfar a Mèxic com "la gatita blanca".[13]
- Vicente García Julbe (Vinaròs, 1903 - 1997), mestre de capella i musicòleg.[14]
- Alfred Giner i Sorolla (Vinaròs, 1919 - 2005), assagista i poeta.
- Eugeni Giner i Martí (Vinaròs, 1924 - 1994), historietista.
- Germán Lorente (Vinaròs, 1932), director de cine.
- Carles Santos Ventura, (Vinaròs, 1940 - 2017), pianista i compositor.
- Joan-Elies Adell i Pitarch (Vinaròs, 1968), poeta.
- Jordi Pablo Ripollès (Vinaròs, 1990), futbolista.
- Montserrat Bellés (1943-1998), compositora.
- Amàlia Roig Blasco (1959), escriptora